# Por un puñado de zombis
Libro de 18 relatos cortos sobre zombis escrito y publicado por el Colectivo Grafito en el año 2014.

## Relatos que lo componen
1. La iglesia de la carne
2. Sin información
3. Soneto carnal
4. Gen origen
5. El experto
6. Lo que pudo ser
7. En familia
8. La misión
9. Saltando el muro
10. Incrédulo
11. Perdonados
12. Desde las profundidades
13. Primer día de trabajo
14. Por un puñado de zombis
15. Amor
16. El maldito
17. En el hospital
18. La cura
19. Un puñado más

## Autores
Agoney Suárez Martín

Salvador Suárez Martín  

Fernando Santamaría Pavón 

Mario Regidor Arenales 

Miguel Pérez Vega 

Yves Franquelo Robles 

Borja Gómez Rivero 

Yurena Monserrat Cabrera 

## Ilustraciones
Salvador Suárez Martín 

AbdalRahman Franquelo Robles 

Yurena Monserrat Cabrera 

## Correcciones
Esther Hernández Martín 

Yurena Monserrat Cabrera 

## Maquetación
Agoney Suárez Martín 

Miguel Pérez Vega 

Borja Gómez Rivero 

Salvador Suárez Martín 

## Portada
Salvador Suárez Martín

## Publicación
2014

## Influencias
Al ser un libro de diferentes autores bebe de variadas y numerosas influencias. Destacar el homenaje a la película "Por un puñado de dólares" de la toma el título.